# Sri-lankische Badmintonmeisterschaft 2002
Die Sri-lankische Badmintonmeisterschaft 2002 fand Ende November 2002 in Colombo statt. Es war die 50. Austragung der nationalen Titelkämpfe im Badminton in Sri Lanka.

## Austragungsort
- Royal College Sports Complex, Colombo

## Finalergebnisse
| Disziplin    | Sieger                              | Finalist                                | Ergebnis    |
| ------------ | ----------------------------------- | --------------------------------------- | ----------- |
| Herreneinzel | Niluka Karunaratne                  | Manjula Fernando                        | 15-7, 15-5  |
| Dameneinzel  | Chandrika de Silva                  | Amali Ranasinghe                        | 11-4, 11-6  |
| Herrendoppel | Niluka Karunaratne Thanuja Liyanage | Subash Janaka Chinthaka Gunaratne       | 15-5, 15-12 |
| Damendoppel  | Chandrika de Silva Kaushali Rodrigo | Pameesha Dishanthi Tharanga Nishanthi   | 11-6, 11-2  |
| Mixed        | Duminda Jayakody Chandrika de Silva | Chameera Kumarapperuma Kaushali Rodrigo | 11-5, 11-0  |